# Gruppo Futurista Boccioni
Il Gruppo Futurista "Boccioni" è stato un collettivo di persone attivo dal 1932 al 1942 che diffusero il futurismo a Macerata, fino a raggiungere le Marche, il territorio nazionale e l'estero. Il Gruppo prende il nome da Umberto Boccioni.

## Storia

### La nascita del Gruppo e del futurismo maceratese

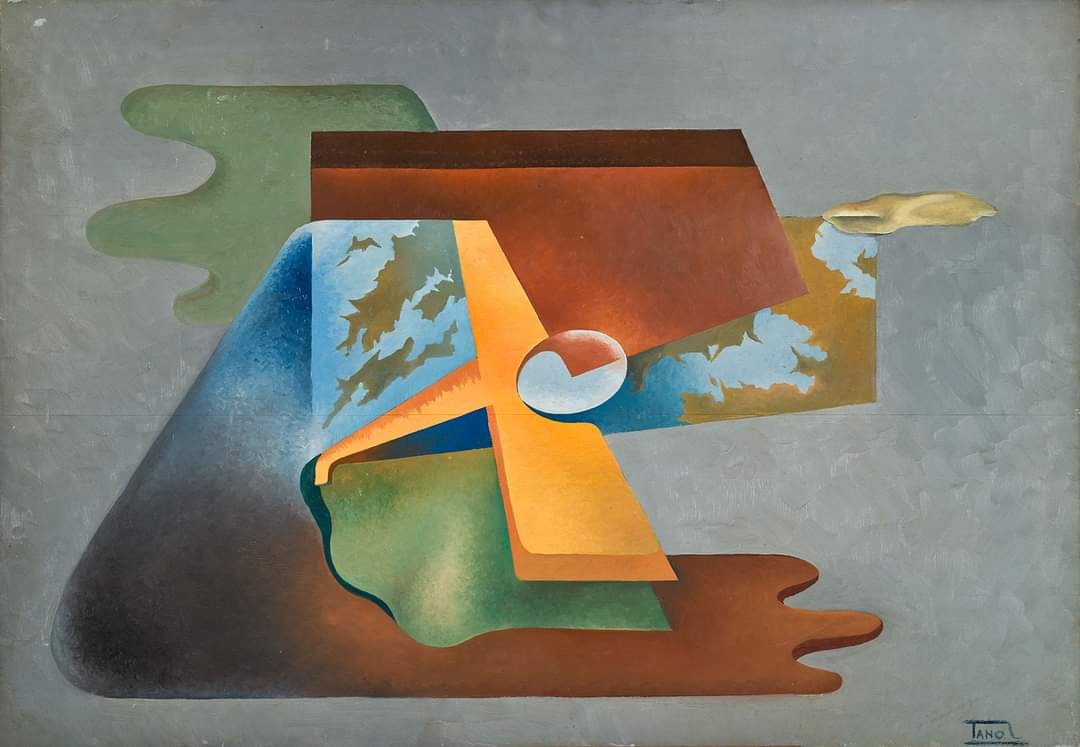
Bruno Tano, Aeropittura, 1938, olio su tavola, cm 70x100, Museo Palazzo Ricci

Nel 1922 Ivo Pannaggi portò il futurismo a Macerata, facendo interpretare opere teatrali e organizzando presso il Palazzo del Convitto Nazionale la Prima Esposizione Futurista, promossa anche dalla Esposizione Provinciale d’Arte. La presenza di Filippo Tommaso Marinetti mise Macerata al centro dell'attenzione, ma solo dieci anni dopo, ovvero nel 1932, il futurismo si svilupperà maggiormente. In quest'anno infatti Rolando Bravi, Sante Monachesi,  Mario Buldorini e Ferdinando Paolo Angeletti diedero vita al Gruppo Futurista "Boccioni", pubblicando il proprio manifesto, un disegno chiamato Futurismo maceratese. Questo portò alla nascita del futurismo maceratese, sviluppato dapprima a Macerata, nell'omonima provincia, fino a diffondersi in tutte le Marche, rientrando nel periodo conosciuto come "secondo" futurismo. Fu proprio Marinetti a definire il Gruppo come "gruppo marchigiano".
La nascita del Gruppo portò ad uno sviluppo di numerose arti, come quella della pittura, della scultura, della grafica, della pubblicità, del cinema e di opere folkloristiche, influenzando lo stile di vita maceratese fino agli anni 1970. Molti dei membri, come Arnaldo Bellabarba e Bruno Tano, svilupperanno le loro opere sulla figura dell'aeroplano e molte di esse vennero esposte all'estero. L'aeropittura infatti riusciva ad unire il movimento e la velocità, temi promulgati dal futurismo, con la realtà di quei giorni: proprio nel 1936 venne inaugurato l'aeroporto di Forlì, nel 1938 iniziò la costruzione della caserma Armando Di Tullio della Vigilanza Aeronautica Militare (V.A.M.) e nel 1939 l'aeroporto di Falconara divenne operativo.
Il Gruppo era composto da numerosi artisti: Ferdinando Paolo Angeletti, Ezio Bartocci, Arnaldo Bellabarba, Virgì Bonifazi, Rolando Bravi, Mario Buldorini, Ivo Pannaggi, Alberto Peschi, Umberto Peschi, Enrico Prampolini, Bruno Tano e Wladimiro Tulli. Molte delle loro opere vennero esposte alla Biennale di Venezia e alla Quadriennale di Roma, ma poche esposizioni vennero organizzate a Macerata.

### Gli anni 1940 e lo scoppio della seconda guerra mondiale
Nel 1940 con la mostra Mostra d'Arte Futurista venne seguita da un convegno per le sorti del gruppo con l'avvento della seconda guerra mondiale: fu proprio l'inizio della guerra che porto gran parte di componenti ad abbandonare il Gruppo, come Ezio Bartocci, Alberto Peschi e Umberto Peschi, chiamati alle armi. Tano rimase l'unico esponente del futurismo marchigiano. Il Gruppo si presentò per l'ultima volta alla XXII Biennale di Venezia, per poi sciogliersi dopo la morte di Tano, avvenuta all'ospedale di Macerata il 23 luglio 1942.

## Esposizioni
- Esposizione Provinciale dei sotto i Trenta, Macerata, 1938;
- Mostra di Aeropittura futurista, Ancona, 1938;
- Mostra Viaggiante di Aeropittura Futurista, Falconara Marittima e Rimini, 1939;
- Mostra d'Arte Futurista, Macerata, 1940;
- Mostra Fotografica delle Terre d’Oltremare, Macerata, 1940;
- Prima Mostra Nazionale dei fotoplastici di Guerra, Macerata, 1942.

### Esposizioni postume
- Aerrimobili, Ripe San Ginesio, 2021.